# 梅德谷 (加利福尼亞州)
梅德谷（英語：Mead Valley）是位於美國加利福尼亞州河濱縣的一個人口普查指定地區。

## 地理
梅德谷的座標為33°50′00″N 117°17′06″W / 33.83333°N 117.28500°W，而該地最高點為海拔高度507米（即1663英尺）。

## 人口
根據2010年美國人口普查的數據，梅德谷的面積為49.648平方千米，均為陸地。當地共有人口18510人，而人口密度為每平方千米372人。